# Angela Williams
Angela Williams, född 30 januari 1980 i Bellflower, Kalifornien, är en amerikansk friidrottare som tävlar i kortdistanslöpning. 
Williams genombrott kom när hon 1998 slutade tvåa på junior-VM på 100 meter. Hennes första mästerskapsmedalj vann hon vid inomhus-VM 2001 då hon slutade tvåa på 60 meter. Samma år deltog hon även vid utomhus-VM där hon emellertid blev utslagen i semifinalen på 100 meter. 
Under 2003 blev hon åter silvermedaljör på 60 meter vid inomhus-VM i Birmingham. Utomhus sprang hon i försöken i det amerikanska stafettlaget över 4 x 100 meter vid VM i Paris. Laget blev sedermera silvermedaljörer. Hon fanns även med i det amerikanska stafettlag som tävlade vid Olympiska sommarspelen 2004 men som bröt i finalen.
Under 2008 vann Williams guld på 60 meter vid inomhus-VM i Valencia. Samma år deltog hon i det amerikanska stafettlaget på 4 x 100 meter vid Olympiska sommarspelen i Peking. Där hände samma sak som fyra år tidigare, laget blev diskat i semifinalen.